# Texaanse ganzenvoet
Texaanse ganzenvoet (Chenopodium berlandieri) is een eenjarige plant uit de amarantenfamilie. De soort komt van nature voor in Noord-Amerika en wordt in Europa vooral met graan aangevoerd. Het aantal chromosomen is 2n = 36.
De plant wordt 30-70 cm hoog en heeft een rechtopstaande tot opgaande, min of meer vertakte, door witachtige kristallen een melige stengel. Het smal tot breed lancetvormige, ruitvormige, ovale of driehoekige, melige blad is 1,2-12(-15) cm lang en 0,5-7,5(-9) cm breed en heeft een gezaagde, onregelmatig getande of gave bladrand. Er zijn vaak twee basale lobben aanwezig. De bladsteel is 0,2-9 cm lang.
Texaanse ganzenvoet bloeit vanaf juli tot in oktober. De vertakte schijnaarvormige bloeiwijze is een 5 tot 17 cm lange tros en heeft geen schutblaadjes. Ze bestaan uit onregelmatig afgeronde bloemkluwens met een diameter van 4 tot 7 mm. De tweeslachtige bloemen hebben vijf, melige bloemdekbladen die bijna tot aan de basis van elkaar zijn gescheiden. De bloemdekbladlobben met een lengte tot 1,5 mm en een breedte tot 1,3 mm zijn ovaal tot stomp driehoekig, melig en vaak op de rug gekield. De bloem bevat verder vijf meeldraden en een vruchtbeginsel met twee, 0,3-0,5 mm lange stempellobben.
De eivormige vrucht is een nootje. De 1-2 mm grote, zwarte of bruine zaden hebben honingraadvormige putjes.

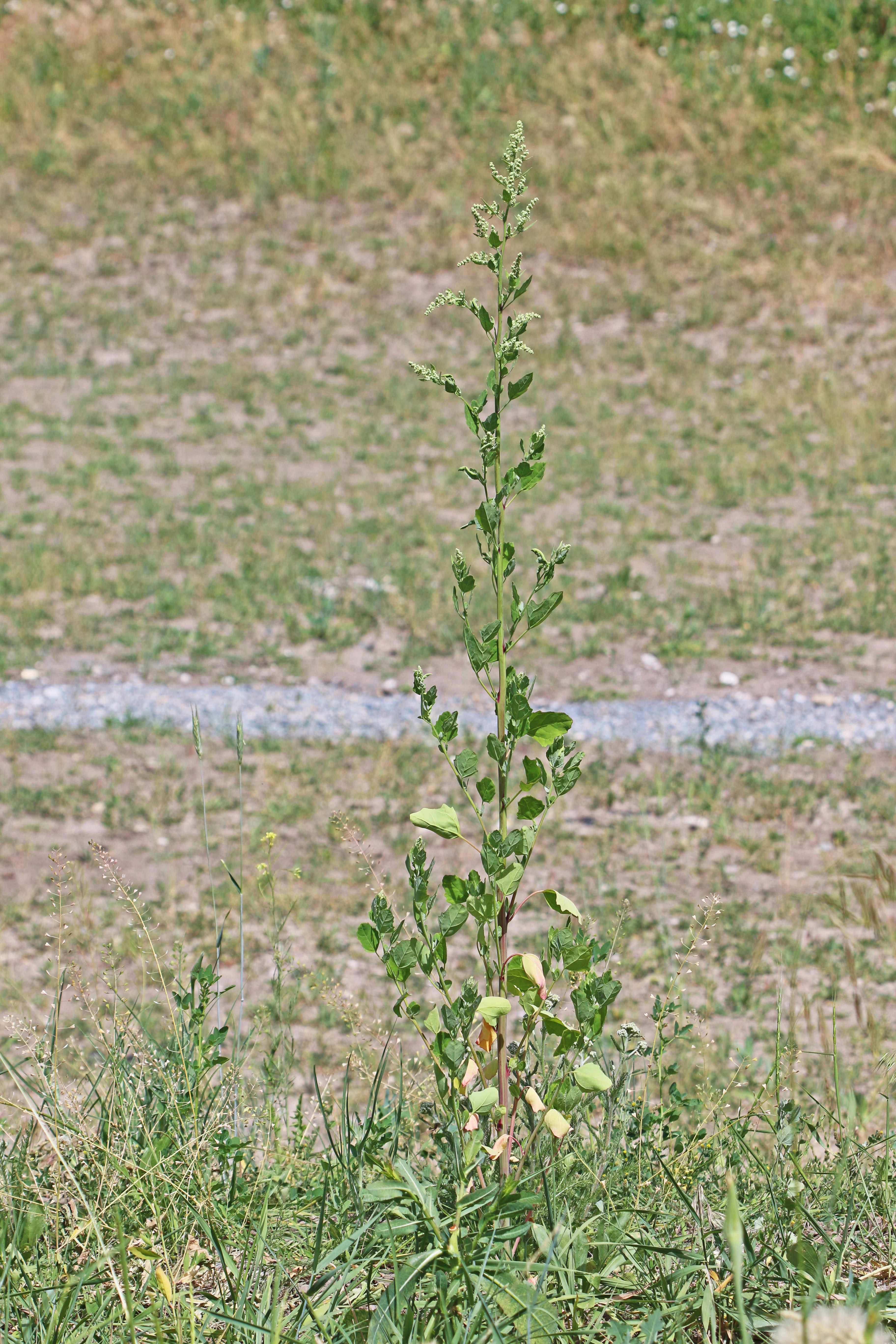
Plant
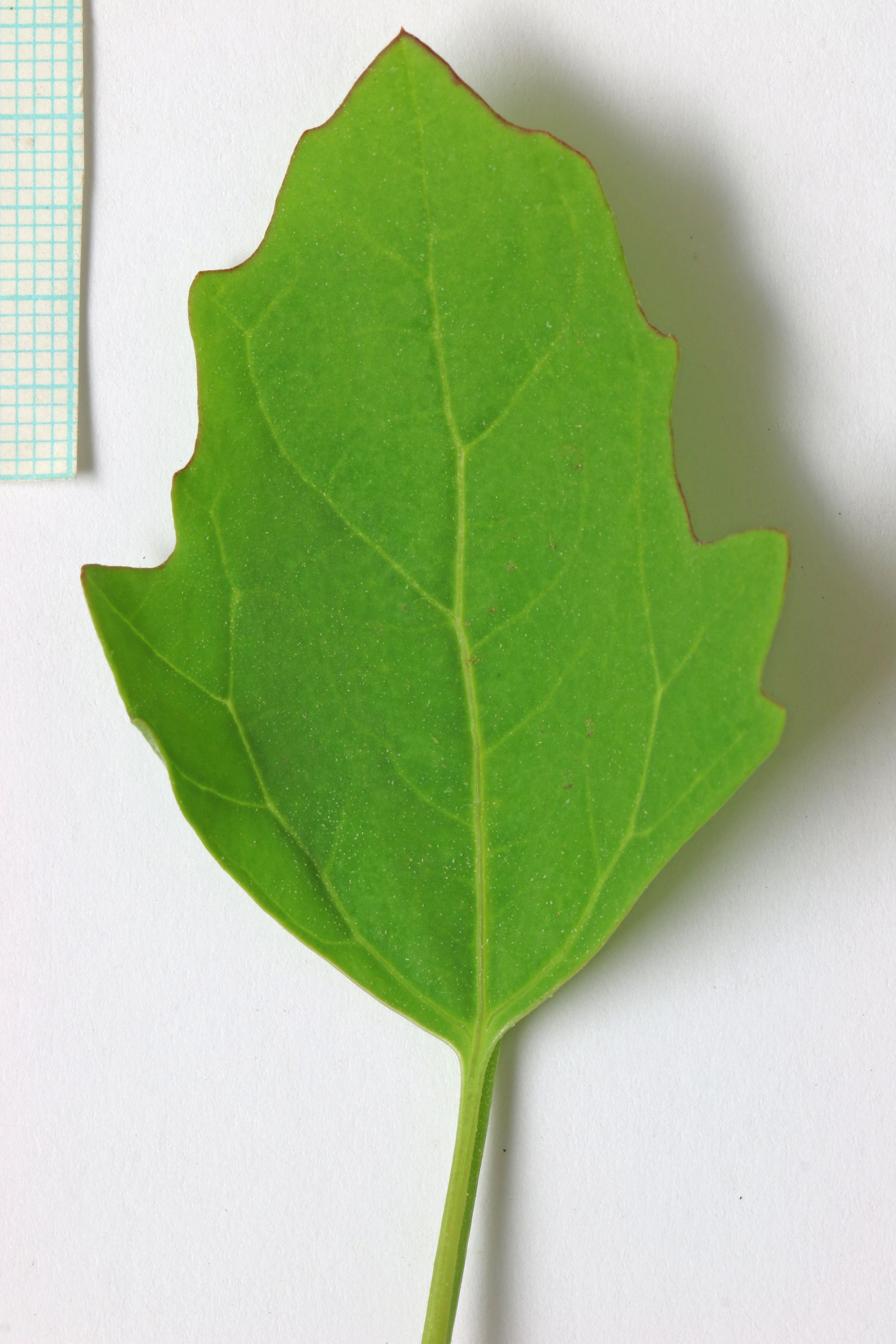
Blad
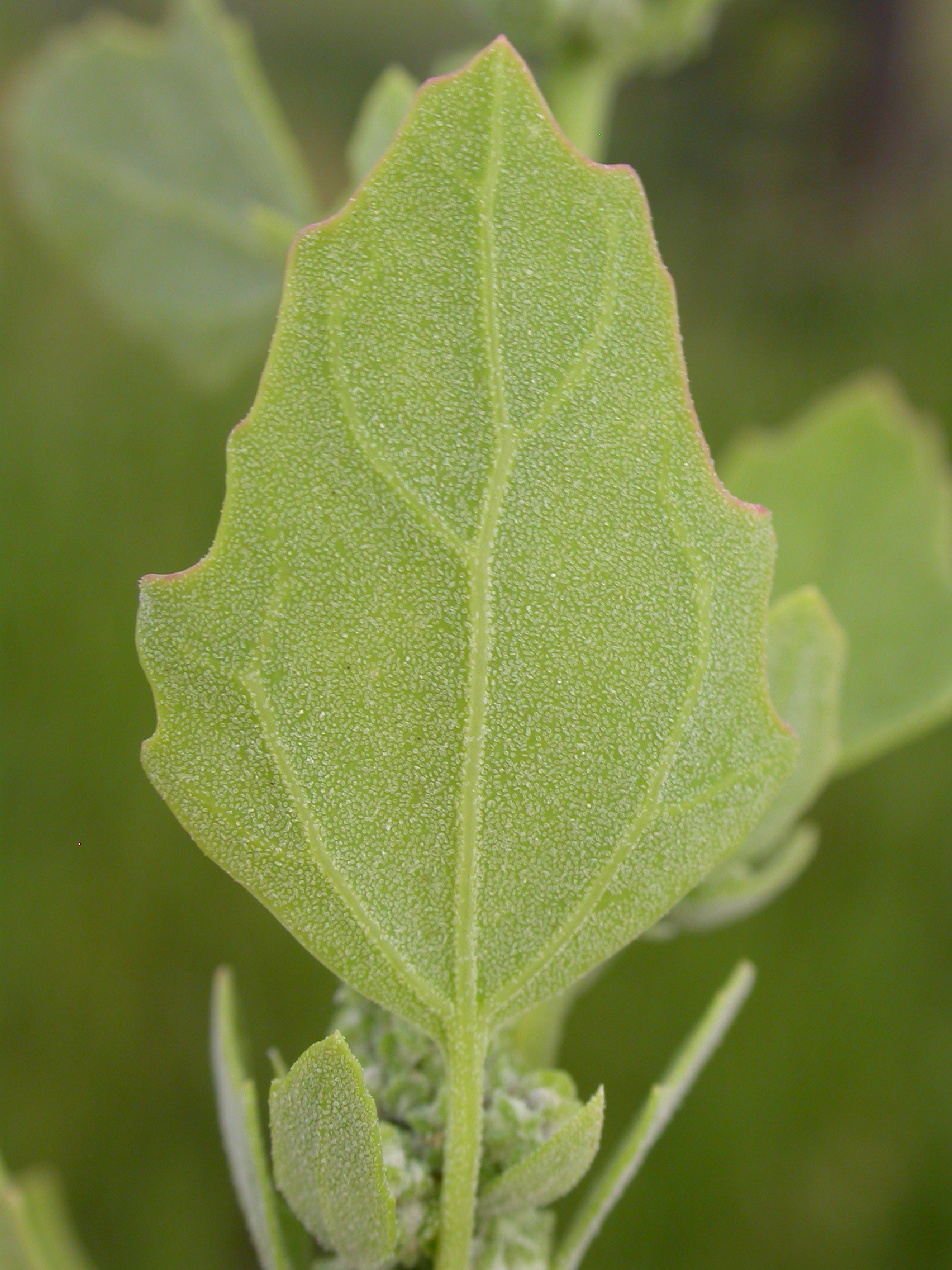
Blad
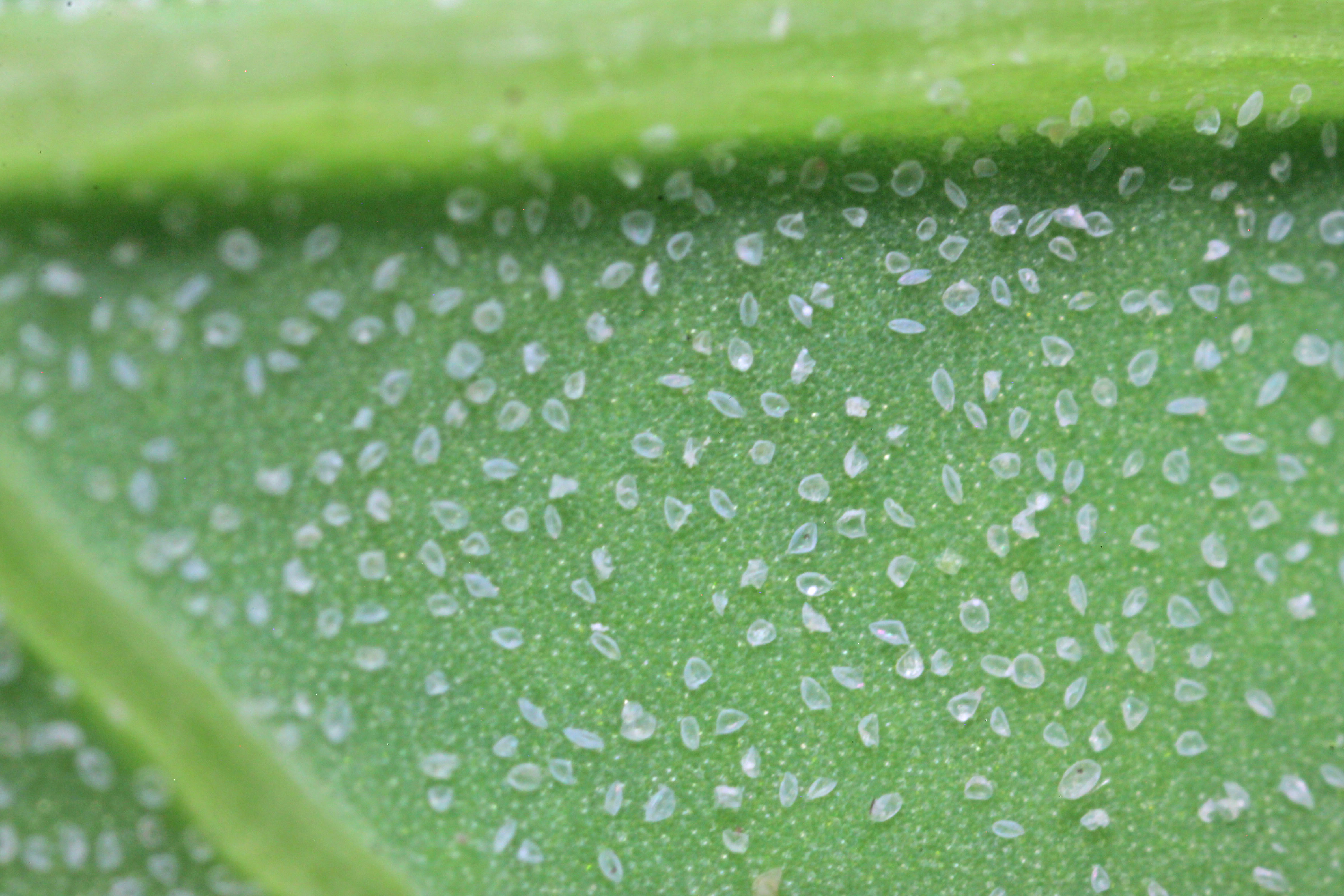
Kristallen op blad
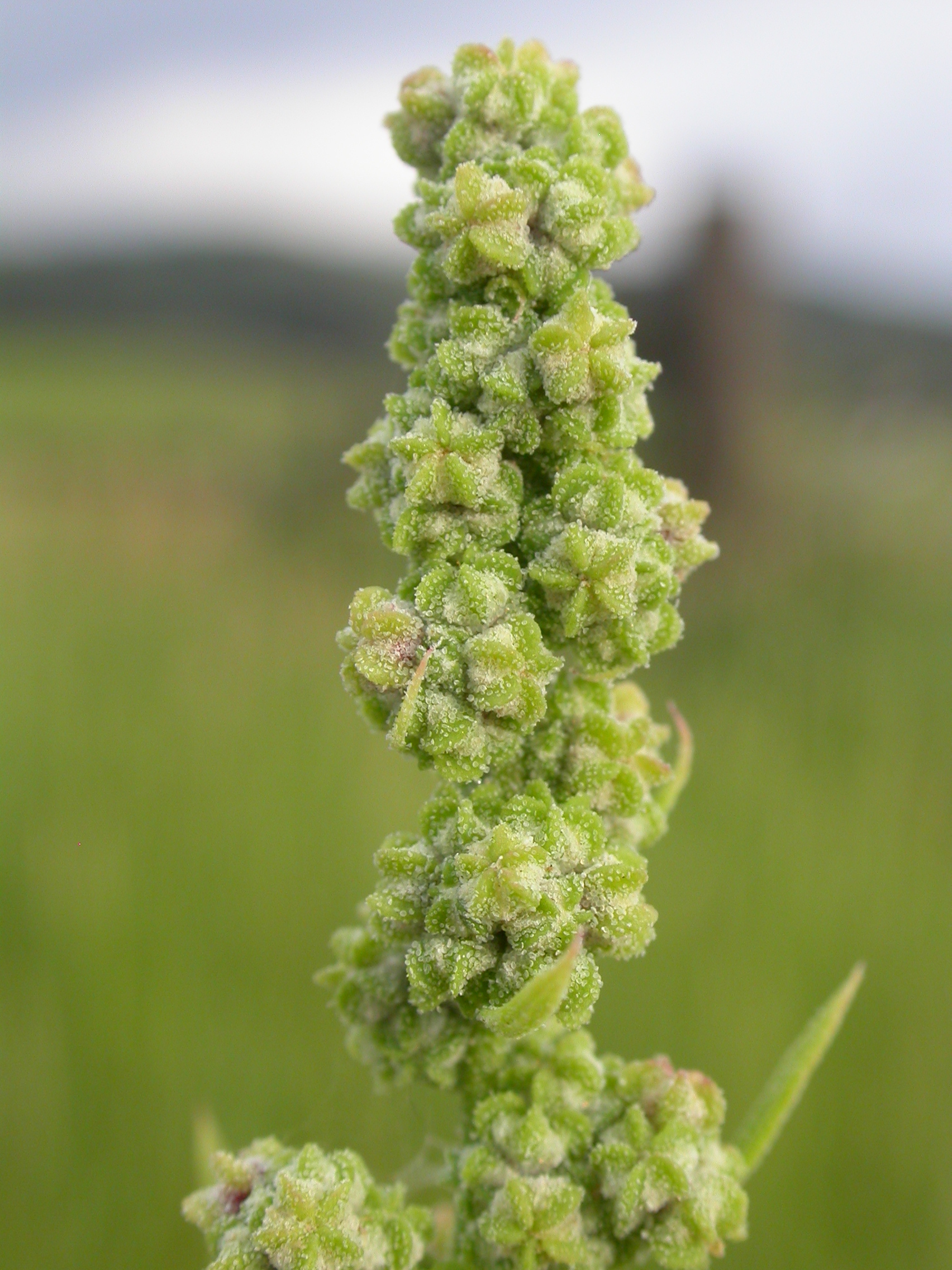
Bloemen
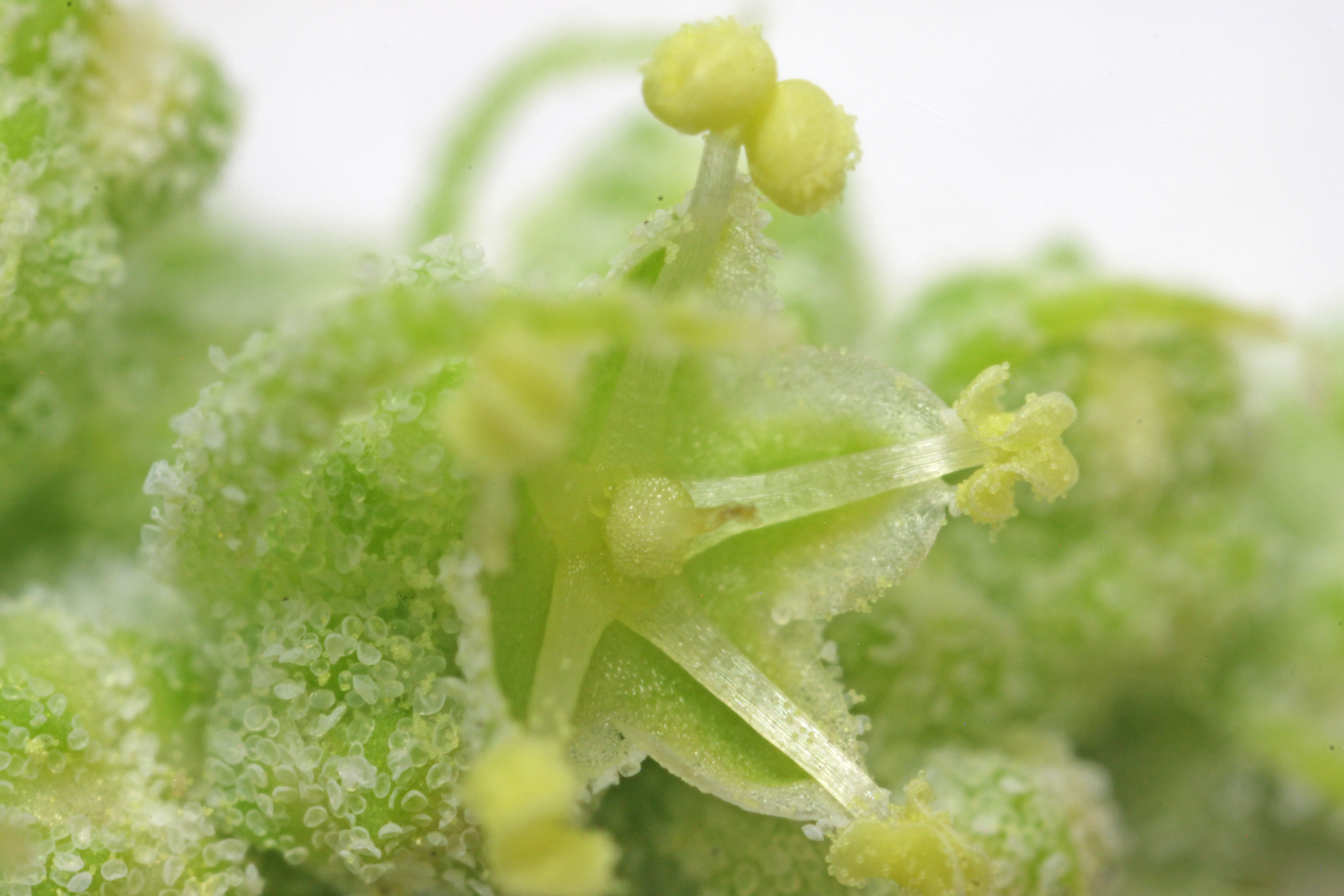
Meeldraden
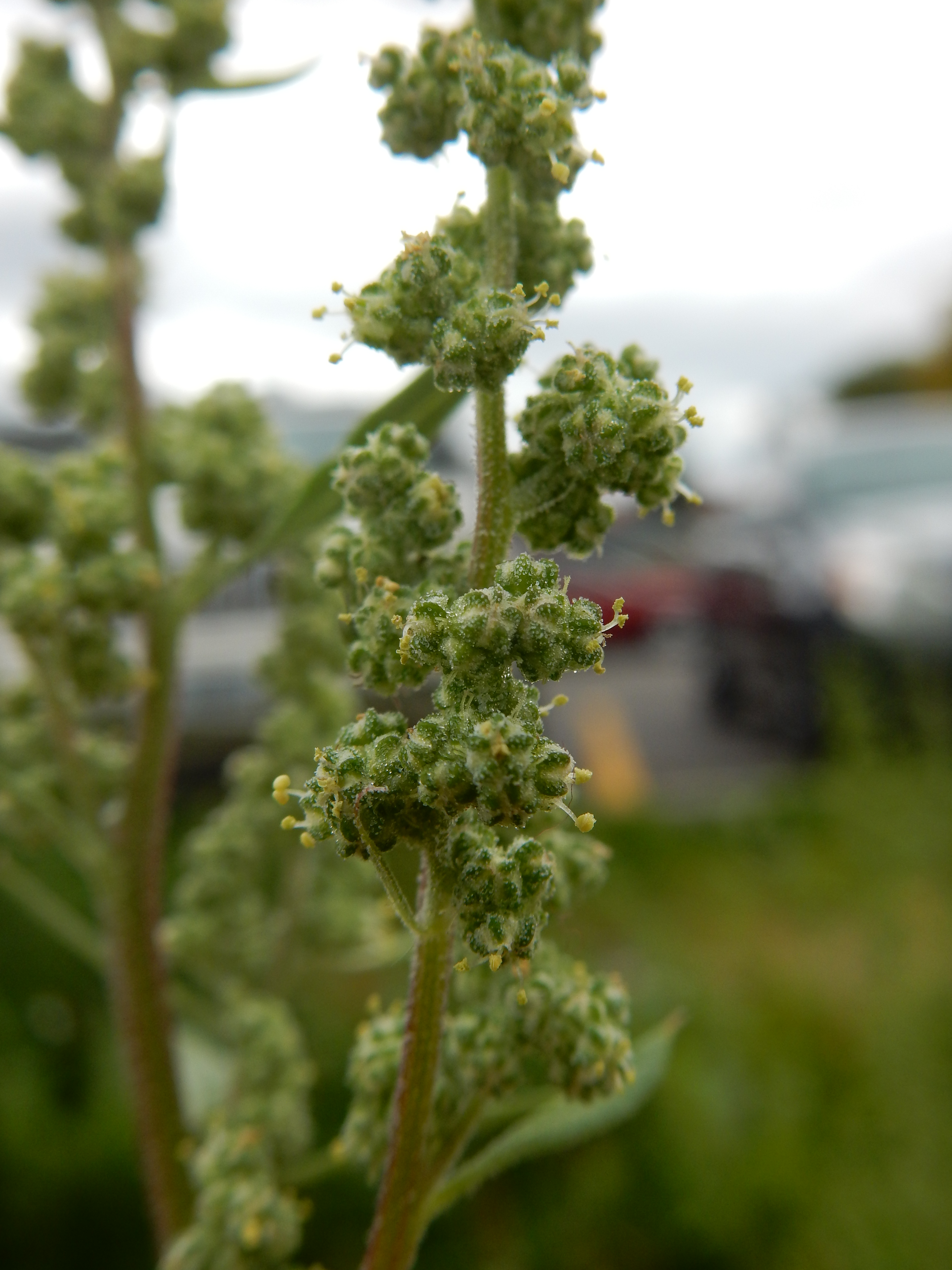
Stempel
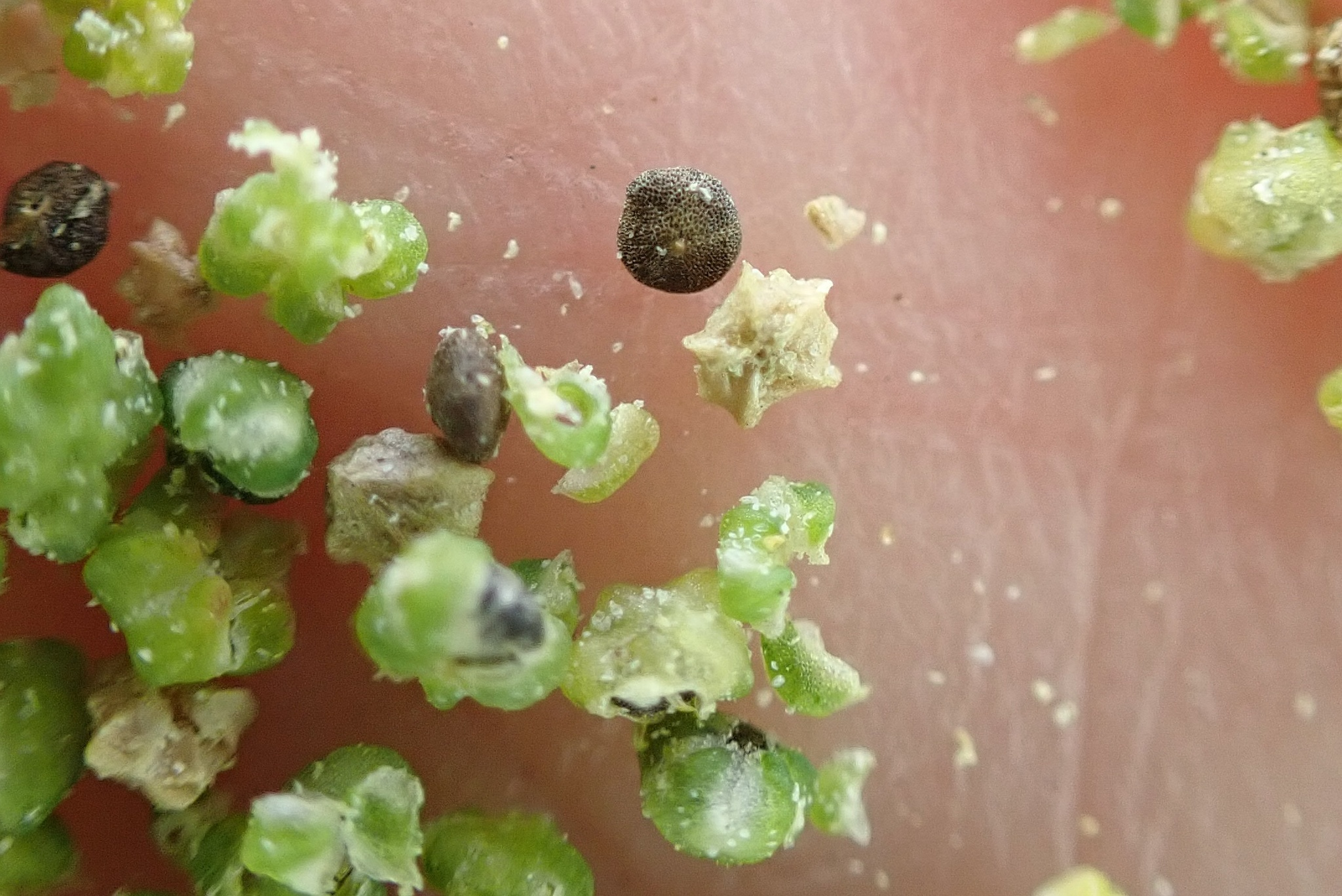
Zaad

Texaanse ganzenvoet staat op stikstofrijke, tamelijk voedselrijke tot voedselrijke, braakliggende en omgewerkte bodems. De eenjarige plant is in het gebied van herkomst als wilde plant voornamelijk te vinden langs waterkanten, maar werd (wordt) ook gecultiveerd en is nu ook aan te treffen op door de mens verstoorde plaatsen. Secundair groeit ze op haven- en spoorwegterreinen, op overslagplaatsen en bouwterreinen, op braakliggend en ruderaal land. De variabele soort is in Nederland tot nu slechts van een enkele plaats bekend, maar wordt mogelijk vaker over het hoofd gezien wegens haar grote gelijkenis met melganzenvoet. Daarvan verschilt ze voornamelijk door de aanwezigheid van opvallende, honingraadvormige putjes op de zaadhuid, terwijl die bij melganzenvoet nagenoeg glad is. Van deze plant werden en worden de bladeren gegeten en werden de zaden tot meel vermalen, de indianen gebruikten haar vroeger medisch tegen koorts en worminfecties.